# Bank of America Tower (Jacksonville)
Pour les articles homonymes, voir Bank of America Tower.
La Bank of America Tower est un gratte-ciel de style postmoderne de 188 mètres de hauteur construit à Jacksonville en Floride en 1990, conçu par l'architecte germano-américain Helmut Jahn. C'est le plus haut immeuble de la ville et le plus élevé entre Atlanta et Miami. Helmut Jahn a construit d'autres gratte-ciel qui s'inspirent de ces formes triangulaires par exemple la Oakbrook Terrace Tower dans la banlieue de Chicago. Il est situé au 50 North Laura Street.
La nuit quatre des huit panneaux triangulaires qui couronnent le sommet s'illuminent.